# Cidades e Lendas
Cidades e Lendas é o décimo segundo álbum do cantor brasileiro Zé Ramalho, lançado em 1996, após mais quatro anos sem álbuns de inéditas. Foi lançado com um show no TUCA, em São Paulo, numa época em que um sucesso seu, "Admirável Gado Novo", figurava na trilha sonora da telenovela da Rede Globo O Rei do Gado. Comparando o disco ao lançamento anterior, Frevoador, Zé se disse mais satisfeito com o resultado, pois teve tempo "para escolher melhor o repertório e convidar as pessoas certas".
Até o fim de outubro de 1998, havia vendido 50 mil cópias.
A inclusão de "Não Existe Molhado Igual ao Pranto", lançada originalmente em seu primeiro disco (Paêbirú (1975), uma colaboração com Lula Côrtes, que também é co-autor da faixa), custou a relação com o próprio parceiro, pois Zé teria ficado magoado que ele tenha cobrado pelo uso da canção co-escrita por ele.

## Faixas
| N.º | Título                             | Música                          | Duração |  |
| 1.  | "Cidades e lendas"                 | Zé Ramalho, Fausto Nilo         | 6:22    |  |
| 2.  | "Leva eu sodade"                   | Tito Neto, Alventino Cavalcanti | 3:31    |  |
| 3.  | "Bomba de estrelas"                | Zé Ramalho, Jorge Mautner       | 3:40    |  |
| 4.  | "Para um amor no Recife"           | Paulinho da Viola               | 3:23    |  |
| 5.  | "Cada um dá o que tem"             | Zé Ramalho, Chico Guedes        | 3:48    |  |
| 6.  | "Não existe molhado como o pranto" | Zé Ramalho, Lula Côrtes         | 2:50    |  |
| 7.  | "Profetas"                         | Tavito, Aldir Blanc             | 4:54    |  |
| 8.  | "Rap – xote esotérico"             | Zé Ramalho                      | 4:06    |  |
| 9.  | "Os últimos dias"                  | Zé Ramalho                      | 4:11    |  |
| 10. | "Alforria"                         | Zé Ramalho                      | 3:08    |  |
| 11. | "Um lugar para sonhar"             | Zé Ramalho                      | 3:23    |  |

## Músicos
Segundo o site oficial do cantor
- Zé Ramalho - Vocais, violão, viola
- Manassés - Guitarra, viola de doze cordas nas faixas 1, 3, 10, viola nas faixas 2, 5, 6, 8, 9
- Chico Guedes - Baixo elétrico nas faixas 1, 2, 5, 8, 9
- Jorjão - Baixo elétrico nas faixas 3, 6, 10
- Marcos Nobile - Piano nas faixas 1, 2, 3, 5, 8, 9
- Gustavo Schröeter - Bateria nas faixas 2, 5
- Rui Motta - Bateria na faixa 1
- Fernando Pereira - Bateria nas faixas 3, 10
- Zé Gomes - Percussão nas faixas 1, 2, 4, 5, 6, Zabumba nas faixas 3, 8, 9, 10
- Zé Leal - Percussão nas faixas 1, 2, 3, 5, 6, 8, 9, Pandeiro na faixa 10
- Sivuca - Arranjos e condução nas faixas, 2, 3, 5, 8, 9, Acordeão nas faixas 6, 8, 10
- Fernando Moura - Programação na faixa 4, 8, 11
- Julhinho Teixeira - Programação na faixa 7

## Recepção da crítica
| Críticas profissionais                                                      | Críticas profissionais |
| Avaliações da crítica                                                       | Avaliações da crítica  |
| Fonte                                                                       | Avaliação              |
| --------------------------------------------------------------------------- | ---------------------- |
| allmusic                                                                    | [ 5 ]                  |
| Esta tabela precisa de ser acompanhada por texto em prosa. Consulte o guia. |                        |